# 21390 Shindo
A 21390 Shindo (ideiglenes jelöléssel 1998 FV28) a Naprendszer kisbolygóövében található aszteroida. A LINEAR projekt keretében fedezték fel 1998. március 20-án.